# Liga-Pokal
Der Liga-Pokal war ein von 1983 bis 2019 ausgetragener Rugby-Pokalwettbewerb für deutsche Vereinsmannschaften der Bundesliga (ehemals zur Ermittlung der Auf- und Absteiger der 2. Bundesliga). Der Liga-Pokal war nach dem DRV-Pokal der zweitwichtigste Pokalwettbewerb im nationalen 15er-Rugbysport in Deutschland.
Das Liga-Pokal-Finale wurde oft am selben Tag (zweimal zumindest am selben Wochenende) wie der DRV-Pokal ausgetragen: 1983 bis 1992, 2006 bis 2013 sowie 2017 und 2018.

## DRV-/Liga-Pokal  (Reform 2017)
Die in der ersten und zweiten Vorrunde des DRV-Pokal ausgeschiedenen Mannschaften spielten im Liga-Pokal.

## Liga-Pokal
Die Paarungen wurden gelost und alle Spiele waren K.O.- Spiele. Im weiteren Verlauf wurden Achtel-, Viertel- und Halbfinale sowie am Ende das Finale ausgespielt. Der Sieger des Finales war der Liga-Pokalsieger.  

## Pokalendspiele und Pokalsieger
| Jahr                                                                 | Ort                                                      | Endspiel                                                 | Ergebnis                                                 |
| -------------------------------------------------------------------- | -------------------------------------------------------- | -------------------------------------------------------- | -------------------------------------------------------- |
| 1983                                                                 | Berlin                                                   | Berliner SV 1892 – DSV 1878 Hannover II                  | 19:8                                                     |
| 1984                                                                 | Heidelberg                                               | SC Neuenheim – VfR Döhren                                | 19:10                                                    |
| 1985                                                                 | Hannover                                                 | VfR Döhren – TSV Handschuhsheim                          | 9:8                                                      |
| 1986                                                                 | Hannover                                                 | DSV 1878 Hannover II – FV 1897 Linden                    | 16:13                                                    |
| 1987                                                                 | nicht ausgetragen                                        | nicht ausgetragen                                        | nicht ausgetragen                                        |
| 1988                                                                 | Hannover                                                 | SC Neuenheim II – SC Germania List                       | 12:7                                                     |
| 1989                                                                 | Hannover                                                 | FC Schwalbe Hannover – SV Odin Hannover                  | 23:16                                                    |
| 1990                                                                 | Hannover                                                 | SC Germania List – Berliner SV 1892                      | 25:15                                                    |
| 1991                                                                 | Stuttgart                                                | FC St. Pauli – Post-SG Stuttgart                         | 9:6                                                      |
| 1992                                                                 | Hannover                                                 | Post-SG Stuttgart – FV 1897 Linden                       | 16:4                                                     |
| 1993                                                                 | Heidelberg                                               | RG Heidelberg II – FC St. Pauli                          | 17:12                                                    |
| 1994                                                                 | Hamburg                                                  | BSC Offenbach – FC St. Pauli                             | 17:15                                                    |
| 1995                                                                 | Hannover                                                 | DRC Hannover II – SC Neuenheim II                        | 10:8                                                     |
| 1996                                                                 | Hannover                                                 | SC Germania List – RG Heidelberg II                      | 24:15                                                    |
| 1997–2001                                                            | nicht ausgetragen                                        | nicht ausgetragen                                        | nicht ausgetragen                                        |
| 2002                                                                 | Berlin                                                   | FC St. Pauli – Post-SV Berlin                            | 37:30                                                    |
| 2003                                                                 | Heidelberg                                               | SC Neuenheim – Post-SV Berlin                            | 47:9                                                     |
| 2004                                                                 | Heidelberg                                               | Berliner RC – Heidelberger RK                            | 41:22                                                    |
| 2005                                                                 | Hannover                                                 | SG Schwalbe / DRC Hannover II – TSV Handschuhsheim II    | 27:12                                                    |
| 2006                                                                 | Heidelberg                                               | TSV Handschuhsheim II – SC Frankfurt 1880                | 35:8                                                     |
| 2007                                                                 | Heidelberg                                               | TSV Handschuhsheim II – RG Heidelberg II                 | 6:5                                                      |
| 2008                                                                 | Heidelberg                                               | RG Heidelberg II – TSV Handschuhsheim II                 | 32:29                                                    |
| 2009                                                                 | Hannover                                                 | SG SV Odin / VfR Döhren – SC Germania List               | 18:14                                                    |
| 2010 a                                                               | Stuttgart                                                | TSV Handschuhsheim II – Stuttgarter RC                   | 34:27                                                    |
| 2011 b                                                               | Heidelberg                                               | RG Heidelberg II – Heidelberger RK II                    | 33:10                                                    |
| 2012                                                                 | nicht ausgetragen                                        | nicht ausgetragen                                        | nicht ausgetragen                                        |
| 2013                                                                 | Frankfurt                                                | TSV Bremen 1860 – Stuttgarter RC                         | 13:12                                                    |
| 2014                                                                 | München                                                  | Neckarsulmer SU – StuSta München                         | 15:10                                                    |
| 2015                                                                 | Heidelberg                                               | TSV Handschuhsheim II – München RFC                      | 31:15                                                    |
| 2016                                                                 | Rottweil                                                 | TSV Handschuhsheim II – RC Rottweil                      | 23:12                                                    |
| 2017                                                                 | Hannover                                                 | RC Rottweil – StuSta München                             | 17:13                                                    |
| 2018                                                                 | Obertshausen                                             | TGS Hausen – München RFC                                 | 23:3                                                     |
| 2019                                                                 | zwei regionale Pokale ausgetragen: Nord/Ost und Süd/West | zwei regionale Pokale ausgetragen: Nord/Ost und Süd/West | zwei regionale Pokale ausgetragen: Nord/Ost und Süd/West |
| Nord/Ost                                                             | Hennigsdorf                                              | DRC Hannover – Stahl Hennigsdorf                         | 34:5                                                     |
| Süd/West                                                             | Frankfurt                                                | SC Frankfurt 1880 II – TuS 95 Düsseldorf                 | 50:0 c                                                   |
| a Im Juni 2010. b Im Oktober 2010 als Final Four-Turnier. c kampflos |                                                          |                                                          |                                                          |